# Арцхели
Арцхели (груз. არცხელი) — село в Грузии, на территории Местийского муниципалитета края (мхаре) Самегрело-Верхняя Сванетия.

## География
Село находится в северо-западной части Грузии, на правом берегу реки Мулхура (бассейн Ингури), на расстоянии приблизительно 3 километров (по прямой) к востоку от посёлка городского типа Местиа, административного центра муниципалитета. Абсолютная высота — 1543 метра над уровнем моря.

## Население
По результатам официальной переписи населения 2014 года в Арцхели проживало 65 человек (36 мужчин и 29 женщин). В национальной структуре населения грузины составляли 100 %.
| Год  | Население, человек |
| ---- | ------------------ |
| 2002 | 84                 |
| 2014 | ↘ 65               |